# 福島市蓬莱学習センター
福島市蓬莱学習センター（ふくしまし ほうらいがくしゅうセンター）は、福島県福島市にある生涯学習施設である。

## 概要
福島市学習センター条例に基づき設置された学習センターの一つであり、福島市蓬莱地区の中心部に位置する。平屋建ての本館と地上3階建ての分館で構成されている。分館は福島市役所蓬莱支所、東邦銀行蓬莱支店と合築されており、同一区画内には福島蓬莱郵便局と歯科医院も設置されている。西側にはいちい蓬莱店やダイユーエイト蓬莱店を核とする蓬莱ショッピングセンターが、東側には蓬莱中央公園が、北側には福島市立蓬萊小学校が位置し、地域の行政、商業、文教の中心として一角が機能している。もともと分館が福島市蓬莱公民館として利用されており、のちに現在の本館が新築され、蓬莱地区の住民の生涯学習の拠点として利用されてきた。西側の地域のメインストリートである福島市道47号南町浅川線との高低差の都合上、分館は2階西側にメインエントランスがあり、東側が1階に玄関がある構造になっている。

## 施設
本館1階
- 図書室（福島市立図書館分館）
  - 視聴覚室
  - こどもの部屋
- 多目的ホール

分館1階
- 第1・2講義室
- 和室1
- 実習室
- 東邦銀行蓬莱支店
- 福島市役所蓬莱支所倉庫

分館2階
- ホール
- 和室2
- 東邦銀行蓬莱支店
- 福島市役所蓬莱支所

分館3階
- 第3講義室
- 屋上テラス

## 沿革
- 1975年10月 - 福島市役所蓬莱支所と合築され、福島市蓬莱公民館として開館する。
- 1993年 - 福島市蓬莱学習センター（現在の本館）が開館する。
- 2005年4月 - 福島市公民館条例が廃止され福島市学習センター条例が施行される。これにより従来の福島市蓬莱公民館が福島市蓬莱学習センター分館へ改称される。

## 開館
- 開館時間 - 午前9時～午後9時（未登録団体の専用使用は午後5時45分まで）
- 休館日 - 毎週火曜日、国民の祝日、12月29日から翌年1月3日まで

## アクセス
- JR福島駅より福島交通バス蓬莱小学校停留所より徒歩1分

## 周辺
- 蓬萊団地
- 福島市立蓬萊小学校
- 蓬莱中央公園
  - 福島市蓬莱児童センター
- 蓬莱ショッピングセンター
  - いちい蓬莱店
  - ダイユーエイト福島蓬莱店
- 福島市道47号南町浅川線